# Dotik zla
Dotik zla (angleško Touch of Evil) je ameriški film noir iz leta 1958, ki ga je režiral in zanj napisal scenarij Orson Welles. Ohlapno temelji na romanu Badge of Evil Whita Mastersona iz leta 1956. V glavnih vlogah nastopajo Welles, Charlton Heston, Janet Leigh, Joseph Calleia, Akim Tamiroff in Marlene Dietrich. Zgodba govori o umoru, ugrabitvi in policijski korupciji v mehiškem obmejnem mestecu. 
Film je bil premierno prikazan februarja 1958. Velja za enega zadnjih primerov klasične dobe žanra noir. Sodobni kritiki ga uvrščajo med najboljše Wellesove filme in najboljše filme noir. Leta 1993 ga je ameriška Kongresna knjižnica izbrala za ohranitev v okviru Narodnega filmskega registra zavoljo njegove »kulturne, zgodovinske ali estetske vrednosti«. Ameriški filmski inštitut ga je leta 2001 uvrstil na 64. mesto seznama stotih najboljših ameriških filmskih trilerjev.

## Vloge
- Charlton Heston kot Ramon Miguel Vargas
- Janet Leigh kot Susan Vargas
- Orson Welles kot policijski komandir Hank Quinlan
- Joseph Calleia kot Pete Menzies
- Akim Tamiroff kot stric Joe Grandi
- Joanna Cook Moore kot Marcia Linnekar
- Ray Collins kot tožilec Adair
- Dennis Weaver kot nočni receptor
- Val de Vargas kot Pancho
- Mort Mills kot Al Schwartz
- Victor Millan kot Manolo Sanchez
- Lalo Rios kot Risto
- Phil Harvey kot Blaine
- Joi Lansing kot Zita
- Harry Shannon kot policijski načelnik Pete Gould
- Rusty Wescoatt kot Casey
- Wayne Taylor kot a član tolpe
- Ken Miller kot a član tolpe
- Raymond Rodriguez kot a član tolpe
- Arlene McQuade kot Ginnie
- Dan White kot carinik
- Zsa Zsa Gabor kot lastnica striptiz kluba
- Marlene Dietrich kot Tanya
- Mercedes McCambridge kot huliganka
- William Tannen kot Howard Frantz